# Maart 1999
Dit artikel geeft een chronologisch overzicht van alle belangrijke gebeurtenissen per dag in de maand maart van het jaar 1999.

## Gebeurtenissen

### 1 maart
- Hutu-rebellen vermoorden acht toeristen in Oeganda.

### 4 maart
- De Amerikaanse luchtmachtkapitein Richard Ashby wordt door de krijgsraad vrijgesproken van roekeloos vliegen. Hij raakte met de staart van zijn toestel de kabel van een skilift in Italië, waarna 20 mensen omkwamen.

### 12 maart

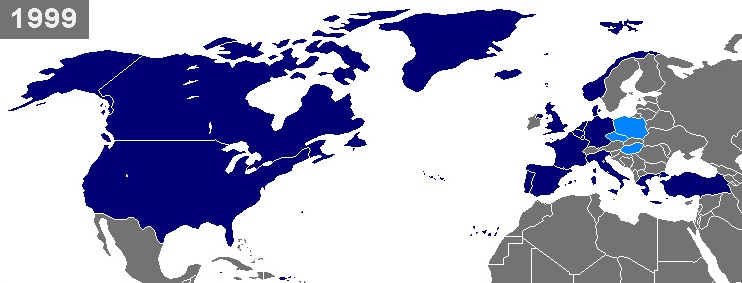
12 maart - Tsjechië, Hongarije en Polen worden lid van de NAVO

- Tsjechië, Hongarije en Polen treden, als eerste voormalige Warschaupact leden, toe tot de NAVO.

### 15 maart
- Carlos Moyà lost Pete Sampras na twintig weken af als nummer één op de wereldranglijst der tennisprofessionals; de Spanjaard moet die positie na twee weken weer afstaan aan diezelfde Amerikaan.

### 17 maart
- In de Costa Ricaanse hoofdstad San José begint de vijfde editie van de UNCAF Nations Cup, het voetbalkampioenschap van Midden-Amerika.

### 22 maart
- Bertrand Piccard en Brian Jones worden de eersten die in een luchtballon rond de wereld vliegen.

### 24 maart
- Start van de NAVO-bombardementen op Kosovo (Joegoslavië). Deze operatie staat bekend onder de naam Allied Force en heeft tot doel de slagkracht van het voormalige Joegoslavische leger te verminderen.
- Bij een brand in de Mont Blanctunnel in de Alpen tussen Frankrijk en Italië komen 39 mensen om. De tunnel gaat voor bijna drie jaar dicht.
- Op de nieuwste FIFA-wereldranglijst bezet Brazilië de eerste plaats, gevolgd door Frankrijk en Kroatië.

### 31 maart
- Het Nederlands elftal speelt voor de vierde opeenvolgende keer gelijk. Ditmaal wordt het 1-1 in een vriendschappelijke wedstrijd in de Amsterdam Arena tegen Argentinië. Bondscoach Frank Rijkaard stuurt één debutant het veld in: Bert Konterman (Feyenoord).

<< · januari · februari · maart · april · mei · juni · juli · augustus · september · oktober · november · december · >>